# Rue des Bons-Enfants (Liège)
Pour les articles homonymes, voir Rue des Bons-Enfants.
La rue des Bons-Enfants est une artère du quartier Saint-Laurent à Liège où se trouvait l'hôpital et le couvent des Bons-Enfants.

## Origine du nom
La rue porte le nom de l'ancien couvent des Bons-Enfants. 

## Situation et accès
Il s'agit d'une rue à sens unique, accessible uniquement par la rue Léon Mignon et le square Léon Léonard, mais à double sens pour les cyclistes (Sul).
Voies adjacentes
- Square Léon Léonard
- Rue Léon Mignon
- Rue Agimont